# أوريكون
أوريكون (بالإنجليزية: Oricon)‏ هي شركة قابضة متخصصة في تقديم إحصاءات ومعلومات عن الموسيقى و صناعة الموسيقى في اليابان. تأسست في أكتوبر 1, 1999. يقع مقرها في روبونغي، طوكيو، اليابان.

## وصلات خارجية
- الموقع الإلكتروني